# Ashraf Sekkaki

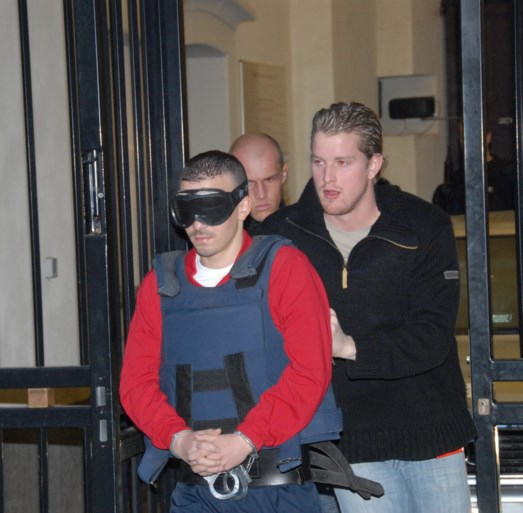
Ashraf Sekkaki

Ashraf Sekkaki (Mechelen, 12 september 1983) is een crimineel en voormalig leider van een Belgische criminele organisatie. Sekkaki is vooral berucht vanwege zijn betrokkenheid bij grootschalige drugshandel en gewelddadige overvallen.

## Criminele carrière
Sekkaki groeide op in een achterstandswijk en raakte al op jonge leeftijd betrokken bij criminele activiteiten. Hij begon zijn criminele carrière met kleine delicten, maar al snel verlegde hij zijn focus naar de georganiseerde misdaad. Hij bouwde een netwerk op dat zich bezighield met diverse criminele activiteiten, waaronder drugshandel, wapenhandel en afpersing.
In de jaren 2000 werd Sekkaki een van de meest gezochte criminelen in België. Hij en zijn bende waren verantwoordelijk voor verschillende gewelddadige overvallen en drugstransporten. Sekkaki zelf stond bekend om zijn gewelddadige karakter en meedogenloosheid bij het handhaven van zijn macht binnen de criminele wereld.
In 2003 werd Sekkaki gearresteerd en veroordeeld voor zijn betrokkenheid bij een aantal gewapende overvallen. Hij werd veroordeeld tot een gevangenisstraf van 10 jaar. Echter, in 2009 wist hij op spectaculaire wijze te ontsnappen uit de gevangenis van Brugge. Met behulp van handlangers wist Sekkaki een helikopter te kapen en ontsnapte hij uit de gevangenis.
Na zijn ontsnapping vluchtte Sekkaki naar Marokko, waar hij een tijdlang uit handen van de Belgische autoriteiten wist te blijven. In 2010 werd hij echter gearresteerd in een villa in de buurt van Casablanca tijdens een politieoperatie in samenwerking met de Belgische en Marokkaanse autoriteiten.
Sekkaki werd uitgeleverd aan België en opnieuw veroordeeld voor zijn eerdere misdaden, evenals voor zijn ontsnapping uit de gevangenis. Hij kreeg een langdurige gevangenisstraf opgelegd. Ondanks zijn veroordeling bleef Sekkaki crimineel actief binnen de gevangenismuren.